# Fingerstyle

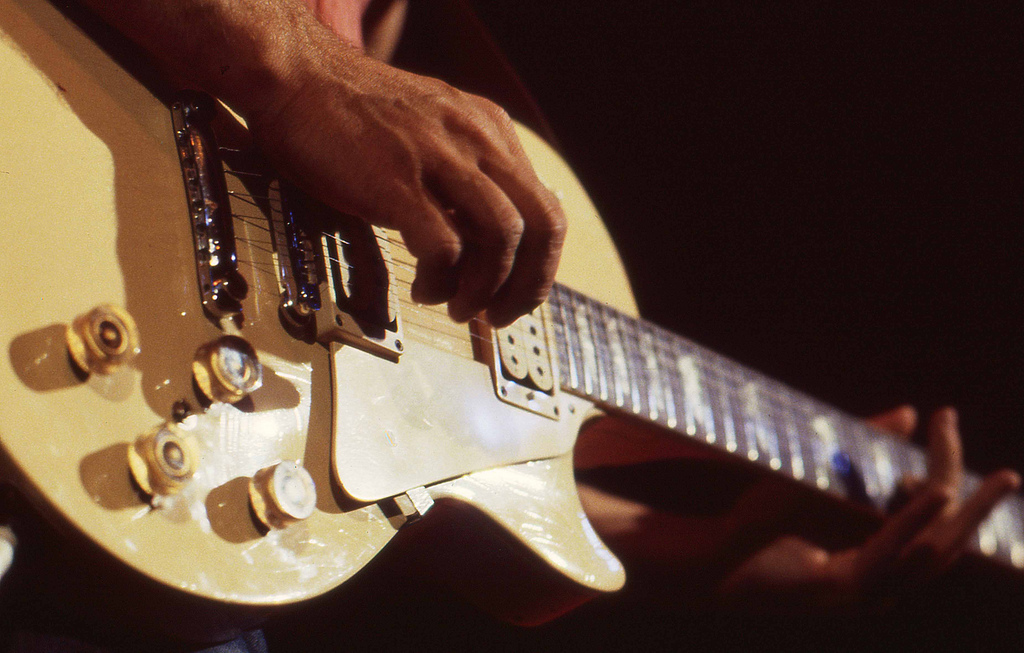
Al Dimeola tocando guitarra com a técnica fingerstyle, sem uma palheta. Performance nos Países Baixos.

Fingerstyle é uma técnica de tocar violão/guitarra/baixo, em que se toca apenas com os dedos, sem o uso da palheta.
Ele é tocado predominantemente em violão com cordas em aço e é caracterizado esteticamente por uma orientação em torno dos blues. Porém, nota-se influências de outras fontes como o jazz, ragtime, country, clássica, celta e pop.
Mesmo a utilização dos dedos, em contraste com a palheta (pick, em inglês), pode se subdividida em diferentes sub-técnicas, como a que preconiza o uso da unha ou da polpa (ou gema) do dedo.

## Definição e Histórico
O fingerstyle consiste em fazer a base e o solo ao mesmo tempo no violão, explorando, além das cordas, os recursos percussivos que o instrumento oferece. Esta técnica de dedilhar as cordas veio do alaúde e da vihuela, primos distantes do violão.
A idéia nasceu em tornar a guitarra um instrumento capaz de fazer a melodia, a harmonia, os baixos e o ritmo sozinha. Foi desenvolvida por guitarristas de blues e country, criando no ouvinte a sensação de várias guitarras a tocar em simultâneo. Chet Atkins e Andres Segovia foram grandes adeptos do fingerstyle, e mostraram ao mundo o verdadeiro nível musical de um guitarrista e violonista habilidoso. É interessante destacar que o fingerstyle não consiste em apenas mudar a afinação ou fazer a percussão. Na verdade, trata-se de um conjunto de técnicas que visam a execução de base e solo em um único instrumento, adicionando as nuances que o músico desejar.
Hoje, o fingerstyle tem crescido bastante. Atualmente, as performances estão mais ousadas, mais complexas e com técnicas inovadoras. Os sons de percussão, as novas ideias com o uso da mão direita e esquerda e as afinações diferentes dão sons mais ricos aos acordes e ao baixo do violão (cordas mais graves).

## Alguns músicos adeptos desta técnica
- Albert Lee
- Adrian Legg
- Andrew Bird
- Lindsey Buckingham
- Antoine Dufour
- Chet Atkins
- George Harrison
- Jeff Beck
- Jaco Pastorius
- Jerry Reed
- Mark Knopfler
- Sungha Jung
- Jeffer Moises
- Andrés Godoy
- Andy McKee
- Sandro Norton
- Jon Gomm
- Tommy Emmanuel
- Michael Hedges
- Igor Presnyakov